# Nizam ud Din Sehalvi
Mulla Nizam ud Din Sehalvi (* 1677; † 1748) war ein islamischer Gelehrter (ulema) am Firangi Mahal in Lucknow (Lakhnau), Indien, dessen Gründer er war und das unter seiner Leitung zum führenden Zentrum der Gelehrsamkeit wurde. Er stammt aus Sehali (daher Sehalvi) im Barabanki-Distrikt von Uttar Pradesh.
Nizam ud Din standardisierte ein Curriculum namens Dars-i Nizami, das in traditionellen islamischen Institutionen bis in die jüngere Zeit breite Aufnahme fand, insbesondere auf dem indischen Subkontinent.